# Heodes herrichi
Heodes herrichi är en fjärilsart som beskrevs av Charles Oberthür 1910. Heodes herrichi ingår i släktet Heodes och familjen juvelvingar. Inga underarter finns listade i Catalogue of Life.